# Rachiu

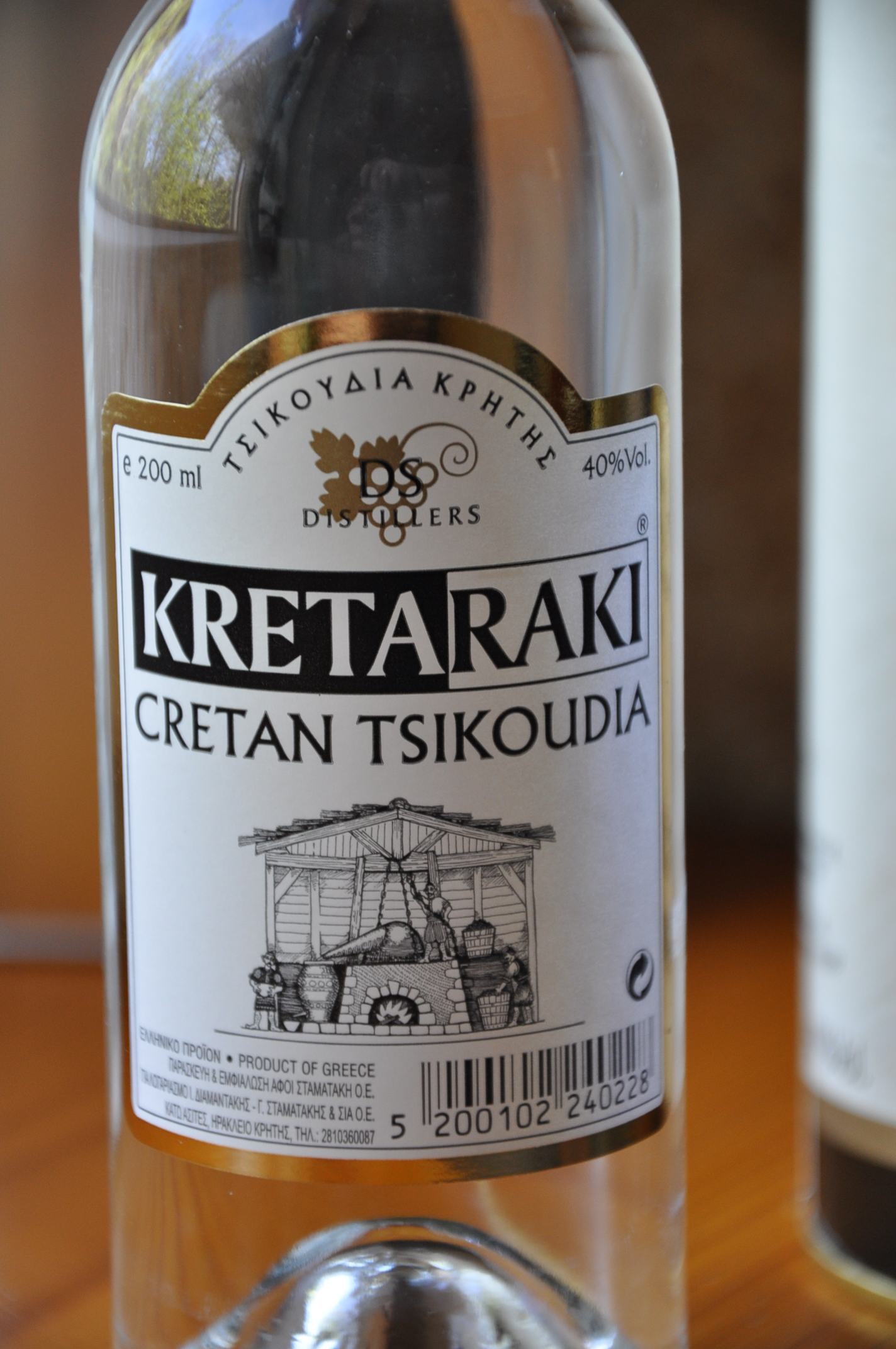
Sticlă de rachiu grecesc

Rachiu (în greacă și turcă Rakı) este numele dat diferitelor băuturi alcoolice obținute prin distilarea sucurilor rezultate din fermentarea fructelor sau a cerealelor. Dat fiind că este produs prin distilare, rachiul are un conținut de alcool - și deci o tărie - mai mare decât vinurile.
Băutură obținută prin distilarea vinului se cheamă vinars (sau coniac / cognac) care este diferit de rachiu (distilat din fructe sau cereale). În unele zone coniacul este considerat în sens larg rachiu, printr-o adaptare a termenului (discutabil gresită) de-a lungul timpului.
Din categoria rachiurilor fac parte următoarele băuturi alcoolice:
- palincă - obținută din fructe fermentate și distilate
- țuică - obținută doar din prune fermentate și distilate
- horincă (holercă) -  denumirea regională din Maramureș și Țara Oașului denumirea pentru rachiu. În alte zone se folosește pentru rachiu de proastă calitate [1]

## Varia
În Transilvania de Nord băutura spirtoasă de fructe se numește palincă, iar în Maramureș horincă (pentru amănunte: horilca). 